# Brunovce
Brunovce je naseljeno mjesto u okrugu Nové Mesto nad Váhom u  Trenčínskom kraju u Slovačkoj.

## Stanovništvo
| Godina:     | 1993. | 2003.   | 2013.   | 2023.    |
| ----------- | ----- | ------- | ------- | -------- |
| Broj ljudi: | 522   | 551     | 560     | 632      |
| Razlika:    |       | +5,55 % | +1,63 % | +12,85 % |

| Godina:     | 2022. | 2023.   |
| ----------- | ----- | ------- |
| Broj ljudi: | 611   | 632     |
| Razlika:    |       | +3,43 % |

Prema podacima o broju stanovnika iz 2023. godine naselje je imalo 632 stanovnika.

## Vanjske poveznice
|  | Zajednički poslužitelj ima još gradiva o temi Brunovce |

- Službena stranica naselja (sl.)